# Stephen R. Donaldson

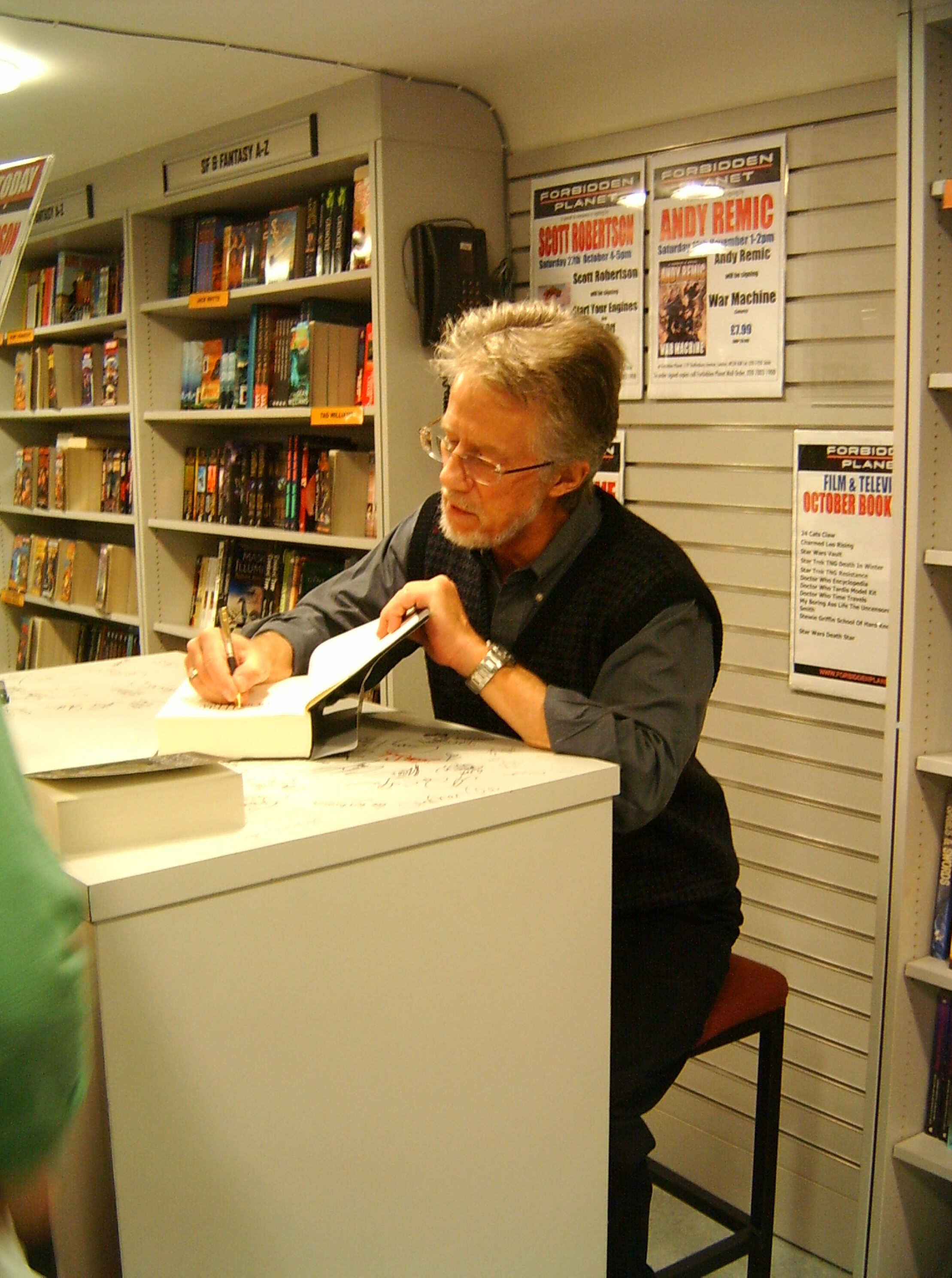
Stephen R. Donaldson (2007)

Stephen R. Donaldson (* 13. Mai 1947 in Cleveland, Ohio) ist ein US-amerikanischer Fantasy- und Science-Fiction-Autor.

## Leben
Stephen Reeder Donaldson verbrachte auf Grund der Missionarstätigkeit seiner Eltern einen großen Teil seiner Kindheit ab 1950 in Indien und kehrte erst 1963 in die Vereinigten Staaten zurück. 1968 machte er seinen Abschluss am College of Wooster, Ohio, und arbeitete während des Vietnamkriegs zwei Jahre lang als Kriegsdienstverweigerer in einem Krankenhaus. Später setzte er sein Studium an der Kent State University fort und erhielt 1971 seinen Magister im Fach Englisch. Sein folgendes Promotionsstudium brach er vorzeitig ab, um sich ganz dem Schreiben zu widmen. Erst 1993 promovierte er doch noch zum Doktor der Literatur. 1994 erwarb er den Schwarzen Gürtel in Shōtōkan-Karate.

## Werk
Donaldsons 1977 erschienenes Erstlingswerk Lord Fouls Fluch (Lord Foul's Bane) wurde zum Überraschungsbestseller (nachdem es siebenundvierzigmal abgelehnt worden war, weil der Protagonist zu negativ sei). Es bildete den Auftakt zu den „Chroniken von Thomas Covenant dem Zweifler“. Inspiriert wurde Donaldson zu der Figur seines leprakranken Antihelden durch die Arbeit seines Vaters, der als Arzt in Indien auf die Arbeit mit Leprotikern spezialisiert war und der sich vor allem auch mit den psychischen Konsequenzen dieser Erkrankung auseinandersetzte.
„Die Chroniken“ wurden von einigen Kritikern mit Tolkiens Der Herr der Ringe verglichen. Ähnlich wie in Tolkiens Werk ist eine normale, eher schwache Person damit konfrontiert, durch den Besitz eines magischen Rings über große Macht zu verfügen. Donaldson erweitert allerdings das Thema um Aspekte moderner Psychologie und zeichnet Charaktere, die wesentlich ambivalenter wirken als die Tolkiens. Neben dem Ring- bzw. Machtkomplex und dessen Korruptionsproblematik untersucht Donaldson ausführlich das Thema des „Aussatzes“ – des Ausgestoßenseins von Kranken aus der Gesellschaft. Die Titelgestalt des Buches, der Schriftsteller Thomas Covenant, ist an der Lepra erkrankt und wird daraufhin von seiner Umgebung voller Abscheu gemieden und angefeindet. Während kurzer Phasen von Besinnungslosigkeit lebt er monatelang in einer „Das Land“ genannten Parallelwelt, die stark an Tolkiens Mittelerde erinnert. Dort ist seine Lepra kein Problem und sein Weißgold-Ehering ein Talisman von unermesslicher Macht.
Kritiker sehen im Amnion-Zyklus, der der Science Fiction zugeschrieben werden muss, Donaldsons bestes Werk. Die Geschichte schildert eine interstellare Intrige innerhalb der menschlichen Einflusssphäre vor dem Hintergrund eines möglichen Krieges mit den Amnioni, Aliens, die besondere Fertigkeiten auf dem Gebiet der Biotechnologie besitzen.
Neben seinen „offiziellen“ Werken hat Donaldson mit The Man Who seit 1980 eine Krimi-Serie veröffentlicht. Die ersten drei Bücher der Serie erschienen ursprünglich unter dem Pseudonym Reed Stephens. Inzwischen sind alle Bücher auch unter seinem richtigen Namen herausgegeben worden.

## Auszeichnungen
- 1979: British Fantasy Award als bester Roman für The Chronicles of Thomas Covenant the Unbeliever
- 1979: John W. Campbell Award for Best New Writer in Science Fiction
- 1981: Balrog Award als bester Roman für The Wounded Land
- 1983: Balrog Award als bester Roman für The One Tree
- 1985: Balrog Award als beste Sammlung für Daughter of Regals and Other Tales
- 1997: IAFA Award für besondere Verdienste um die Organisation, inzwischen Stephen R. Donaldson Award
- 2000: World Fantasy Award als beste Sammlung für Reave the Just and Other Tales

## Bibliographie
Die Chroniken von Thomas Covenant (dem Zweifler)
Erste Chronik (The Chronicles of Thomas Covenant the Unbeliever)
- 1 Lord Foul's Bane (1977)
  - Deutsch: Lord Fouls Fluch. Heyne, 1980, ISBN 3-453-30643-0. Auch als: Der Fluch des Verächters. Knaur, 1998, ISBN 3-426-70112-X.
- 2 The Illearth War (1977)
  - Deutsch: Die Macht des Steins. Heyne, 1981, ISBN 3-453-30697-X. Auch als: Der Siebte Kreis des Wissens. Knaur, 1998, ISBN 3-426-70113-8.
- 3 The Power that Preserves. 1977.
  - Deutsch: Die letzte Walstatt. Heyne, 1981, ISBN 3-453-30742-9. Auch: Knaur, 1998, ISBN 3-426-70114-6.
- 1–3 The Chronicles of Thomas Covenant the Unbeliever (1977, Sammelband).
  - Deutsch: Die Macht des Rings. Heyne, 2006, ISBN 3-453-53204-X.

Zweite Chronik (The Second Chronicles of Thomas Covenant)
- 1 The Wounded Land (1980)
  - Deutsch: Das verwundete Land. Heyne, 1984, ISBN 3-453-31068-3. Auch: Knaur, 1998, ISBN 3-426-70117-0.
- 2 The One Tree (1982)
  - Deutsch: Der einsame Baum. Heyne, 1984, ISBN 3-453-31073-X. Auch: Knaur, 1999, ISBN 3-426-70118-9.
- 3 White Gold Wielder (1983)
  - Deutsch: Der Bann des weißen Goldes. Heyne, 1985, ISBN 3-453-31082-9. Auch als: Der Ring der Kraft. Knaur, 1999, ISBN 3-426-70119-7.
- 1–3 Second Chronicles of Thomas Covenant (1989, Sammelband).
  - Deutsch: Der Bogen der Zeit. Heyne, 2006, ISBN 3-453-53207-4.

Letzte Chronik (The Last Chronicles of Thomas Covenant)
- 1 The Runes of the Earth (2005)
  - Deutsch: Die Runen der Erde. Heyne, 2006, ISBN 3-453-53254-6.
- 2 Fatal Revenant (2007)
  - Deutsch: Die Rückkehr des Zweiflers. Heyne, 2009, ISBN 3-453-00659-3.
- 3 Against All Things Ending (2010)
  - Deutsch: Die Pfade des Schicksals. Heyne, 2011, ISBN 3-453-53396-8.
- 4 The Last Dark (2013)
  - Deutsch: Die letzte Dunkelheit. Heyne, 2015, ISBN 3-453-00660-7.

Mordants Not (Mordant's Need)
- 1 The Mirror Of Her Dreams (1986)
  - Deutsch: Der Spiegel Ihrer Träume. Heyne, 1988, ISBN 3-453-02753-1. Neuausgabe: Heyne, 2000, ISBN 3-453-17877-7. Auch: Bertelsmann, 1989.
- 2 A Man Rides Through (1987)
  - Deutsch: Einer reitet durch. Heyne, 1989, ISBN 3-453-03467-8. Neuausgabe als: Die Magier von Mordant. Heyne, 2000, ISBN 3-453-17881-5. Auch: Einer reitet durch. Bertelsmann, 1989.
- 1–2 Mordant's Need (2007, Sammelband)

Amnion (Gap)
- 1 The Gap into Conflict: The Real Story (1991)
  - Deutsch: Der Schritt in den Konflikt: Die wahre Geschichte. Heyne, 1996, ISBN 3-453-10938-4.
- 2 The Gap into Vision: Forbidden Knowledge (1991)
  - Deutsch: Der Schritt zur Vision: Verbotenes Wissen. Heyne, 1996, ISBN 3-453-10939-2.
- 3 The Gap into Power: A Dark and Hungry God Arises (1992)
  - Deutsch: Der Schritt zur Macht: Ein dunkler hungriger Gott erwacht. Heyne, 1997, ISBN 3-453-11894-4.
- 4 The Gap into Madness: Chaos and Order (1994)
  - Deutsch: Der Schritt in den Wahnsinn: Chaos und Ordnung. Heyne, 1998, ISBN 3-453-11901-0.
- 5 The Gap into Ruin: This Day All Gods Die (1996)
  - Deutsch: Der Schritt ins Verderben: Heut sterben alle Götter. Heyne, 1999, ISBN 3-453-13319-6.

The Man Who-Serie
- 1 The Man Who Killed his Brother. 1980.
  - Deutsch: Der Mann, der seinen Bruder tötete. Bastei-Lübbe, 1989, ISBN 3-404-19133-1.
- 2 The Man Who Risked his Partner. 1984.
- 3 The Man Who Tried To Get Away. 1990.
- 4 The Man Who Fought Alone. 2001.

Kurzgeschichtensammlungen
- Daughter of Regals and Other Tales. 1984.
  - Gilden-Fire. 1981 („Gülden-Feuer“).
  - Mythological Beast. 1979 („Es war einmal ein Tier …“).
  - The Lady in White. 1978 („Die Dame in Weiß“).
  - Animal Lover. 1978 („Der Tierfreund“).
  - Unworthy of the Angel. 1983 („Des Engels unwürdig“).
  - The Conqueror Worm. 1983 („Der sieghafte Wurm“).
  - Ser Visal's Tale. 1984 („Ser Visals Erzählung“).
- Deutsch: Tochter der Könige. Heyne, 1985, ISBN 3-453-31204-X.

- Reave the Just and Other Tales. 1999.
  - What Makes Us Human. 1984.
  - The Djinn Who Watches Over the Accursed. 1985.
  - Reave the Just. 1992.
  - The Woman Who Loved Pigs. 1993.
  - The Kings of Tarshish Shall Bring Gifts. 1995.
  - By Any Other Name. 1998.
  - The Killing Stroke. 1998.
  - Penance. 1998.